# Релятивістський колайдер важких іонів
Релятивістський колайдер важких іонів (англ. The Relativistic Heavy Ion Collider, RHIC) — прискорювач важких іонів. Колайдер розташований в Брукхейвенській національній лабораторії, штат Нью-Йорк. На установці вивчається структура нуклонів і кварк-глюонна плазма, що виникає в місці зіткнення частинок і існувала у Всесвіті в минулому невдовзі після Великого Вибуху. Прискорювач здатен досягати енергій у 200—500 ГеВ на одиницю заряду ядра, що робить його другим за потужністю прискорювачем важких іонів у світі. Окрім пучків важких іонів (Cu, Au, U, Zr, Ru), використовуються пучки протонів та дейтронів. На прискорювачі працює детектор STAR. До 2016 року існував другий детектор — PHENIX, на місці якого наразі споруджується новий детектор sPHENIX.
До 2010 року RHIC мав статус найпотужнішого колайдера важких іонів у світі. З початку листопада і до кінця 2010 року Великий адронний колайдер працював у режимі зіткнень важких іонів (Pb) і зіштовхував частинки при енергії 3,5 ТеВ на одиницю заряду. 2017 року ВАК досліджував зіткнення іонів ксенону, а 2015 та 2018 року — свинцю при енергії 6,37 ТеВ на одиницю заряду. Однак, ВАК далеко не за всіма параметрами перевершує можливості RHIC. RHIC, працюючи з різноманітними іонами (Au, Cu, U), має не меншу, ніж у LHC, світність ~1×1027 см−2с−1. Крім того, RHIC унікальний у своїй здатності зіштовхувати спін-поляризовані протони. Також слід врахувати, що прискорювач ВАК працює в режимі іонних зіткнень не більше одного місяця на рік.
У 2021 році дослідники Брукхейвенської національної лабораторії за допомогою складного прискорювача частинок соленоїдного трекер-детектора (STAR) перетворили фотон на електрон. 